# Mostra de Venise 2009
La Mostra de Venise 2009 — ou la 66e édition de la Mostra de Venise ou encore la 66e édition du Festival international du film de Venise (en italien : 66ª edizione della Mostra internazionale d'arte cinematografica) — est un festival de cinéma international qui s'est tenu à Venise en Italie du 2 septembre au 12 septembre 2009.
Le président du jury était le cinéaste taïwanais Ang Lee.
L'acteur marocain Ilyass Derfouf a présenté la cérémonie de clôture.
Le festival s'est achevé par l'attribution du Lion d'or au film israélien Lebanon, réalisé par Samuel Maoz.

## Jury

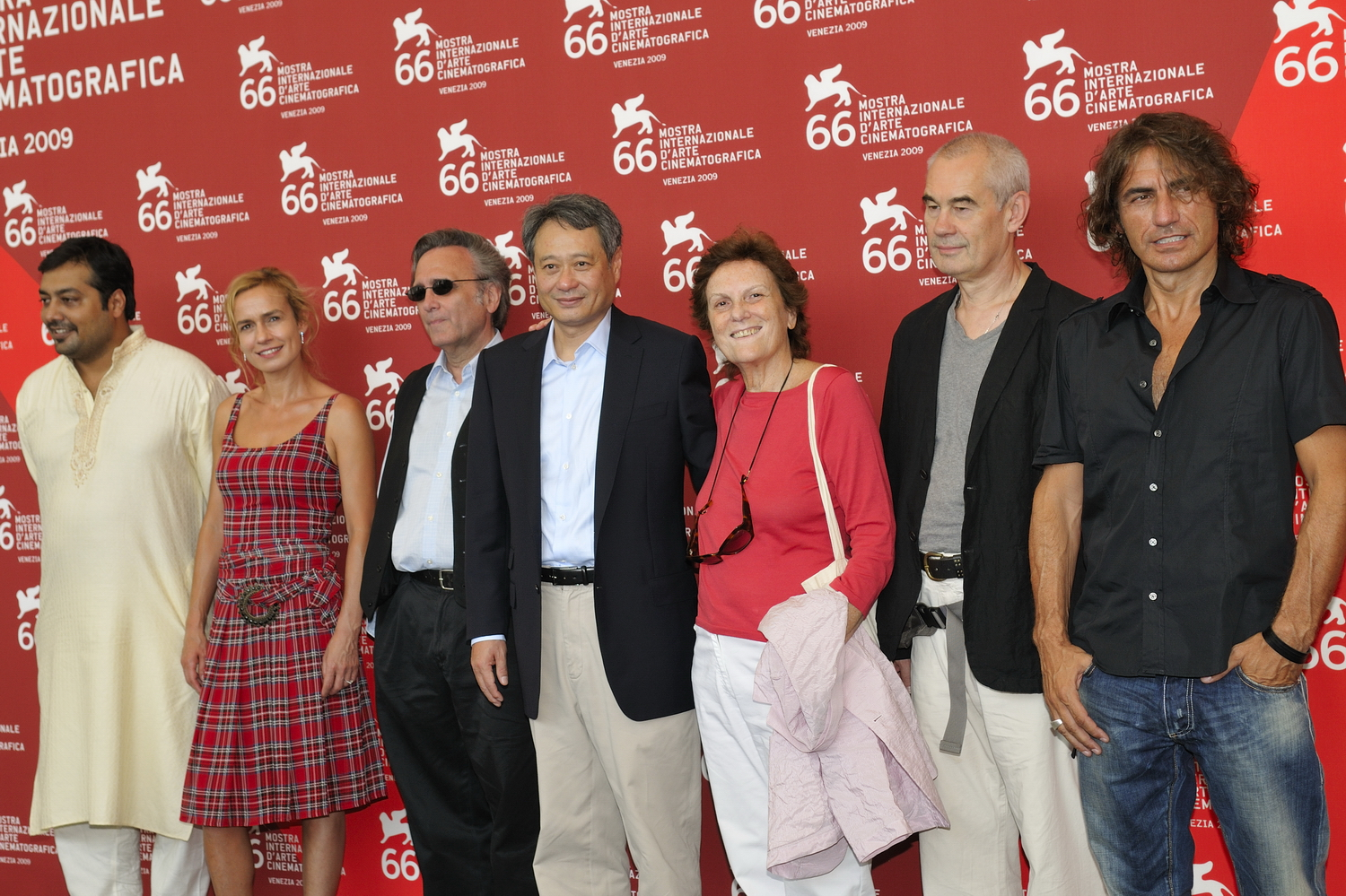
Le jury d'Ang Lee.

- Jury officiel : Ang Lee (président, Taïwan), Sandrine Bonnaire (France), Liliana Cavani (Italie), Joe Dante (États-Unis), Anurag Kashyap (Inde), Luciano Ligabue (Italie), Sergei Bodrov (Russie)
- Jury du premier film (prix Luigi de Laurentiis) : Hailé Gerima (Éthiopie, président), Ramin Bahrani (États-Unis), Gianni Di Gregorio (Italie), Antoine Fuqua (États-Unis), Sam Taylor-Wood (Royaume-Uni)
- Jury de la section Horizons : Pere Portabella (Espagne), Gina Kim (Corée), Bady Minck (Luxembourg), Garin Nugroho Riyanto (Indonésie), Gianfranco Rosi (Italie-États-Unis)
- Jury de la section Courts très courts : Stuart Gordon (États-Unis, président), Steve Ricci (États-Unis), Sitora Alieva (Russie)

## Faits marquants
Dans la compétition, il y a deux films de Werner Herzog qui concourent pour le Lion d'or, à savoir Bad Lieutenant : Escale à la Nouvelle-Orléans et Dans l'œil d'un tueur. Une première dans l'histoire de la Mostra de Venise.

## Films sélectionnés

### En compétition
| Titre                                         | Réalisation          | Pays                       | Distribution                                                                                         |
| --------------------------------------------- | -------------------- | -------------------------- | --- |
| Soul Kitchen                                  | Fatih Akin           | Allemagne                  | Adam Bousdoukos, Moritz Bleibtreu, Birol Ünel                                                        |
| L'Heure du crime                              | Giuseppe Capotondi   | Italie                     | Kseniya Rapoport, Filippo Timi, Giorgio Colangeli, Antonia Truppo                                    |
| Accident                                      | Pou-Soi Cheang       | Chine / Hong Kong          | Louis Koo, Michelle Ye, Lam Suet, Stanley Fung                                                       |
| Persécution                                   | Patrice Chéreau      | France                     | Romain Duris, Charlotte Gainsbourg, Jean-Hugues Anglade, Alex Descas, Gilles Cohen                   |
| Lo spazio bianco                              | Francesca Comencini  | Italie                     | Margherita Buy, Giovanni Ludeno, Gaetano Bruno, Antonia Truppo                                       |
| White Material                                | Claire Denis         | France                     | Isabelle Huppert, Christophe Lambert, Nicolas Duvauchelle                                            |
| Mr. Nobody                                    | Jaco Van Dormael     | Belgique / France          | Jared Leto, Sarah Polley, Diane Kruger, Linh Dan Pham, Rhys Ifans, Natasha Little                    |
| A Single Man                                  | Tom Ford             | États-Unis                 | Colin Firth, Julianne Moore, Matthew Goode, Nicholas Hoult, Ginnifer Goodwin                         |
| Lourdes                                       | Jessica Hausner      | Autriche                   | Sylvie Testud, Bruno Todeschini, Elina Löwensohn, Léa Seydoux                                        |
| Bad Lieutenant : Escale à La Nouvelle-Orléans | Werner Herzog        | États-Unis                 | Nicolas Cage, Eva Mendes, Val Kilmer, Xzibit, Fairuza Balk, Michael Shannon, Shawn Hatosy            |
| Dans l'œil d'un tueur                         | Werner Herzog        | États-Unis                 | Michael Shannon, Willem Dafoe, Grace Zabriskie, Chloë Sevigny, Loretta Devine                        |
| La Route                                      | John Hillcoat        | États-Unis                 | Viggo Mortensen, Kodi Smit-McPhee, Charlize Theron, Robert Duvall, Guy Pearce, Michael K. Williams   |
| Ahasin-watai                                  | Vimukthi Jayasundara | Sri Lanka                  | Thusitha Laknath, Kaushalaya Fernando, Lu Huang                                                      |
| El Mosafer                                    | Ahmed Maher          | Égypte                     | Omar Sharif, Cyrine Abdelnour, Sherif Ramzy                                                          |
| Lebanon                                       | Samuel Maoz          | Israël                     | Oshri Cohen, Zohar Shtrauss, Michael Moshonov, Itay Tiran                                            |
| Lola                                          | Brillante Mendoza    | Philippines                | Anita Linda, Rustica Carpio                                                                          |
| Capitalism : A Love Story                     | Michael Moore        | États-Unis                 | Film documentaire                                                                                    |
| Women Without Men                             | Shirin Neshat        | Allemagne                  | Shabnam Tolouei, Pegah Ferydoni, Arita Shahrzad, Orsolya Tóth                                        |
| Le Rêve italien                               | Michele Placido      | Italie                     | Riccardo Scarmaccio, Jasmine Trinca, Laura Morante, Michele Placido, Ottavia Piccolo                 |
| 36 vues du pic Saint-Loup                     | Jacques Rivette      | France                     | Jane Birkin, Sergio Castellito, André Marcon, Jacques Bonnaffé, Julie-Marie Parmentier               |
| Survival of the Dead                          | George A. Romero     | États-Unis                 | Alan Van Sprang, Kenneth Welsh, Kathleen Munroe, Richard Fitzpatrick, Athena Karkanis, Devon Bostick |
| Life During Wartime                           | Todd Solondz         | États-Unis                 | Shirley Henderson, Michael K. Williams, Allison Janney, Michael Lerner, Ciarán Hinds                 |
| Baarìa (film d'ouverture)                     | Giuseppe Tornatore   | Italie                     | Francesco Scianna, Margareth Madè, Raoul Bova, Ángela Molina                                         |
| Tetsuo: The Bullet Man                        | Shinya Tsukamoto     | Japon                      | Eric Bossick, Akiko Monou, Shinya Tsukamoto, Stephen Sarrazin                                        |
| Lei Wangzi                                    | Yonfan               | Chine / Taïwan / Hong Kong | Chih-Wei Fan, Terri Kwan, Hsiao-chuan Chang, Kenneth Tsang                                           |

## Palmarès

### Palmarès officiel
- Lion d'or : Lebanon de Samuel Maoz
- Grand prix du jury : Soul Kitchen de Fatih Akin
- Lion d'argent du meilleur réalisateur : Shirin Neshat pour Women Without Men
- Coupe Volpi pour la meilleure interprétation féminine : Kseniya Rappoport pour L'Heure du crime (La doppia ora) de Giuseppe Capotondi
- Coupe Volpi pour la meilleure interprétation masculine : Colin Firth pour A Single Man de Tom Ford
- Osella d'argent du meilleur scénario : Todd Solondz pour Life During Wartime
- Osella d'argent de la meilleure contribution technique : Sylvie Olivé pour les décors de Mr. Nobody de Jaco Van Dormael
- Prix Marcello-Mastroianni (révélation d'un jeune acteur ou d'une jeune actrice) : Jasmine Trinca pour Le Rêve italien de Michele Placido
- Prix spécial du jury pour l'ensemble de la carrière : Jacques Rivette
- Lion d'or d'honneur : John Lasseter

### Autres prix
- Prix Robert-Bresson (décerné par l'Église catholique) : Walter Salles